# USS Brooklyn (CL-40)
O USS Brooklyn foi um cruzador rápido operado pela Marinha dos Estados Unidos e a primeira embarcação da Classe Brooklyn, seguido pelo USS Philadelphia, USS Savannah, USS Nashville, USS Phoenix, USS Boise, USS Honolulu, USS St. Louis e USS Helena. Sua construção começou em março de 1935 e foi lançado ao mar em novembro de 1936, sendo comissionado na frota norte-americana em setembro do ano seguinte. Era armado com uma bateria principal composta por quinze canhões de 152 milímetros montados em cinco torres de artilharia triplas, tinha um deslocamento carregado de mais de doze mil toneladas e alcançava uma velocidade máxima de 32 nós.
O Brooklyn teve um curto período de serviço em tempos de paz, atuando tanto no Oceano Atlântico quanto no Oceano Pacífico, com suas principais atividades consistindo em exercícios e treinamentos de rotina. Com o início da Segunda Guerra Mundial em 1939 foi colocado na escolta de comboios e em patrulhas de neutralidade no Atlântico. Os Estados Unidos entraram na guerra no final de 1941 e o cruzador continuou na escolta de comboios, dando apoio em novembro de 1942 para a invasão do Norte da África Francês. Em seguida foi para o Mar Mediterrâneo, escoltando mais comboios e também dando apoio para a invasão da Itália e depois para a invasão do sul da França.
O navio voltou para casa em dezembro de 1944 e passou os meses seguintes em manutenção e reformas. Estas terminaram em abril de 1945 e pelo restante do conflito o Brooklyn foi usado como navio-escola. Começou o processo de inativação em janeiro de 1946 e foi descomissionado em janeiro do ano seguinte, sendo mantido inativo na reserva até ser vendido para a Armada do Chile em janeiro de 1951. Foi renomeado para O'Higgins e comissionado na frota chilena. Serviu tranquilamente pelos quase quarenta anos seguintes até ser descomissionado em janeiro de 1992, afundando em 3 de novembro próximo das Ilhas Pitcairn enquanto era rebocado para ser desmontado.